# Ramses X.
Ramses X. war der 9. und vorletzte altägyptische König (Pharao) der 20. Dynastie (Neues Reich) und regierte von 1109 bis 1105 v. Chr.

## Herkunft
Er ist entweder der Sohn oder Schwiegersohn von Ramses IX. und damit seine Gemahlin Titi entweder Tochter oder Schwiegertochter von Ramses IX.

## Herrschaft
Wie Ramses VIII. ist auch er selbst und seine Regentschaft wenig bezeugt. Das höchste von ihm bekannte Regierungsjahr ist das Jahr 3. Es ist durch das Nekropolentagebuch von Deir el-Medina belegt. Sein Wesir war angeblich Chaemwaset. Denkmäler seiner Herrschaft existieren nicht. Nachfolger ist sein Sohn Ramses XI.

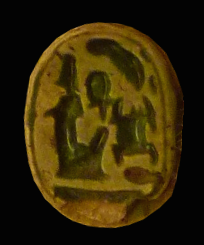
Siegel von Ramses X

## Grabmal
Ramses X. besitzt im Gegensatz zu Ramses VIII. ein Grab im Tal der Könige (KV18), welches allerdings unvollendet blieb und mit Geröll überschwemmt war. In zwei Kampagnen von 1998 bis 2000 wurde es vollständig ausgegraben und dokumentiert. Über Gegenstände der Grabausstattung und die Mumie ist nichts bekannt.